# Rocio octofasciata
Rocio octofasciata, còn có tên là Jack Dempsey, là một loài cá hoàng đế phân bố rộng khắp Bắc và Trung Mỹ (từ phía nam Mexico đến Honduras). Tên gọi chung của nó đề cập đến hành vi hung hăng và các đặc điểm khuôn mặt của nó, giống như của võ sĩ quyền Anh nổi tiếng năm 1920 Jack Dempsey.
Cá có nguồn gốc từ Mexico và Honduras và ta có thể tìm thấy nó ở các vùng nước có dòng chảy chậm, chẳng hạn như các khu vực đầm lầy với nước ấm, âm u, đầy cỏ dại, bùn và đáy cát hay mương thoát nước và sông. Nó đã được du nhập vào các nước như Úc, Hoa Kỳ và Thái Lan.

## Sinh thái học
Cá Jack Dempsey sống tự nhiên trong môi trường khí hậu nhiệt đới và thích nước có độ pH 6-7, độ cứng của nước từ 9–20 dGH và nhiệt độ từ 22-30 °C (72-86 °F). Chiều dài của nó có thể đạt đến 12 inches(30,48 cm). Nó là loài ăn thịt nên ăn giun, giáp xác, côn trùng và các loài cá khác.

## Sinh sản
Jack Dempseys đẻ trứng của chúng trên một bề mặt cứng phẳng trong lãnh thổ của chúng, chẳng hạn như đá, khúc gỗ, hoặc đáy thủy tinh của bể cá. Giống như hầu hết các loài cá hoàng đế, cả cá bố lẫn cá mẹ đều ấp trứng và bảo vệ cá con khi chúng nở và được biết đến là loài chăm sóc con non chu đáo thông qua việc mớm thức ăn để nuôi con non. Tuy nhiên, việc chúng có thể ăn cá con trong trường hợp chúng bị quấy rầy quá mức hoặc một cái gì đó không đúng trong môi trường của chúng.

## Hình thái học
Màu sắc thay đổi khi cá trưởng thành từ màu xám nhạt hoặc nâu nhạt với những đốm màu ngọc lam nhạt đến màu xám tím đậm với những đốm sáng màu xanh dương, xanh, vàng và rất sáng. Trong mùa sinh sản, cả hai giới đều có màu tối, xuất hiện gần như màu đen với ít hoặc không có màu.
Các biến thể khác nhau về màu sắc cũng có sẵn bao gồm Vàng, Xanh lam và Hồng (một loại cá hiển thị cả đặc điểm vàng và xanh dương)